# Автомагістраль А85 (Франція)
Автомагістраль A85 — автомагістраль у Франції. Яка з'єднує A11 в Анже з A71 у В'єрзоні, завдовжки 270 км.

## Історія
Автомагістраль була відкрита в 1997 році. Він починається на Пеаж де Корзе на північ від Анже і в 1997 році перейшов до Бургей. У 2007 році Bourgueil до Langeais 26 км відкрито розширення. У грудні 2007 року відкрилася ділянка Азе-ле-Рідо, що залишилася, до Тейє, що склало 206 км загалом.

## Пропоновані розширення
- Бурж до Шалон-сюр-Сон через Невер
- Корзе до Ренна через Шато-Гонтьє та Лаваль

## Відтинки які зараз відкриті
- Бургей до Ланже: Відкрито 29 січня 2007 року (26 км)
- Азе-ле-Рідо до Есвра: відкриття квітень 2008 (11 км)